# Río Kabul
El río Kabul o Kabal (en persa: دریای کابل; en pashto: کابل سیند) es un río que se nace en la sierra de Sanglakh en Afganistán, separado de la línea divisoria de aguas de la cuenca del río Helmand por el paso de Unai. En la antigüedad era conocido como río Cofete.
Es el principal río en la parte este de Afganistán. Fluye durante más de 700 kilómetros antes de desaguar en el río Indo, cerca de la ciudad de Attock. Pasa por las ciudades de Kabul, Chaharbagh, Jalalabad, y (fluyendo en Pakistán aproximadamente por 30 kilómetros al norte del paso de Khyber) Nowshera. 
Los principales afluentes del río Kabul son los ríos Swat, Logar, Panjshir, Kunar (480 km y una cuenca de 26 000 km²) y Alingar.

## Nombre
La palabra Kubhā, el antiguo nombre del río, es una palabra sánscrita y avéstica que luego se cambió a Kabul. 

## Historia
Un científico llamado Rock escribe que Alejandro Magno llamó al río Kabul Kofin. Todos los científicos están de acuerdo en que el nombre Kabul se deriva del nombre del río de Kabul. En sánscrito y avestan, el mar de Kabul se llama Ko, que significa mar. Muchos nombres de Afganistán y Pakistán están escritos en Riguda ; Y luego cambió al sánscrito . Este mar ha tenido un aspecto religioso sagrado y económico a lo largo de la historia.
Aproximadamente 10,000 galones de aguas residuales sin tratar de la Planta de Tratamiento de Aguas Residuales de Makrorian se han vertido en el río Kabul cada mes desde marzo de 2010. Se ha informado que el agua causa problemas gastrointestinales entre las 3,000 familias que viven a lo largo del río. 

## Hidrología
El río Kabul no es más que una gota la mayor parte del año, pero se inunda en el verano debido al derretimiento de la nieve en el Hindu Kush. Su mayor afluente es el río Kunar, que comienza en el río Mastouj y se origina en el glaciar Chiantar en el valle de Brugil en Chitral, Pakistán, y, después de desembocar en el sur de Afganistán, se une al río Bashgol, que fluye desde Nuristán. El río Kunar se une al mar de Kabul cerca de Jalalabad. A pesar de llevar agua de Kunar a Kabul, el río continúa fluyendo como el río Kabul después de la confluencia, en gran parte debido a su importancia política e histórica.